# Atlético Sul América Clube
Atlético Sul América Clube ou apenas Sul América é uma agremiação esportiva da cidade de Parintins no estado do Amazonas. É o clube de maior torcida do interior do estado do Amazonas, e, apesar de ainda não ter se profissionalizado, o Leão da Ilha tem um bom retrospecto contra clubes profissionais, além de ser o maior vencedor da Liga Parintinense.

## História
O Sul América, foi fundado oficialmente no dia 5 de outubro de 1948, na cidade de Parintins, época em que foi fundada a Liga Desportiva de Parintins. O clube foi o segundo a ser fundado na cidade, e, conquistou sua primeira taça em 1951, quando iniciou uma série que o levou ao seu tetra-campeonato, e atualmente, é o maior vencedor da cidade, além de contar com a maior torcida. O Sul América é uma potencia do futebol amador amazonense, que, aos poucos vai sustentando a vontade do profissionalismo inédito na cidade de Parintins.
O clube foi idealizado pelo paraense de Belém, Raimundo Almada. Este era ferrenho torcedor do Clube do Remo, um dos grandes daquele estado.
Garrincha em Parintins
Num dos episódios de sua história, no ano de 1973, Garrincha esteve em Parintins para disputar um clássico amistoso entre Sul América e Amazonas que aconteceu no dia 2 de Junho e jogou um tempo em cada time, e, acabou colaborando com a vitória dos adversários por 1-0.
Afastamento
Em 2009, pela primeira vez, o Sul América, maior time da cidade, até então com 23 conquistas, pediu afastamento das atividades profissionais, o clube estava sem colaboradores, e, não conseguiria manter um elenco, felizmente, nos anos subsequentes, o clube voltou às suas atividades. Atualmente o Sul América passa por um processo de reformulação, onde vai aos poucos voltando a reaparecer no cenário.

### Possível profissionalização
A ideia de profissionalização de um clube em Parintins vem desde a década de 70, com rumores que já envolviam o Sul América, porém, a logística influenciou na decisão de vetar o ingresso naquela oportunidade. Em 2007, com o retorno da Segunda Divisão, novamente se noticiou a possibilidade, que novamente acabou não vingando. Sabe-se que o clube azulino da ilha se planejou para a possível disputa, mas, o projeto não vingou, sendo que muitos sugeriram que o próprio prefeito na época, um dos fundadores do Esporte Clube Parintins, foi contrário às tentativas do Sul América em profissionalizar-se. 
A última vez que se levantou a possibilidade de profissionalização do clube foi em 2012. Naquela ocasião o então presidente Flávio Cardoso afirmou que a logística e a adequação estádio Tupy Cantanhede eram os principais desafios que o clube enfrentaria para se profissionalizar.

### Jogos contra clubes profissionais
- 7 de Setembro de 1958 - Sul América  5x1  São Raimundo - Em Parintins[7]
- 19 de Abril de 1959 - Sul América  1x2  São Raimundo - Estádio Ismael Benigno[8]
- 21 de Abril de 1959 - Sul América  1x1  Fast Clube - Estádio Ismael Benigno[9]
- 14 de Julho de 1959 - Sul América  5x2  Santos - Em Parintins[10]
- 1974 - Sul América  1x2 Clube do Remo -  Estádio Tupy Cantanhede
- 11 de Agosto de 1987 - Sul América  2x2  Botafogo - Estádio Tupy Cantanhede
- 29 de Abril de 2013 - Sul América  0x0  São Francisco - Estádio Tupy Cantanhede(4.800 pessoas presentes)[11]

## Símbolos
Camisa
A camisa oficial do Sul América é na cor azul escura, e geralmente acompanhada de shorts e meias brancos.
Escudo
O escudo é azul escuro, e nele está inserido o acrônimo A.S.A.C. que está em cor branca.
Mascote
O mascote do Sul América é o leão, o que lhe dá o nome de Leão da Ilha e Leão Parintinense ou Leão Azul.
Cores
O clube tem como suas cores o azul marinho e o branco. A versão mais aceita para suas cores é que tenham sido inspiradas no Clube do Remo. Há outra versão de que as cores se deveriam às cores do manto de Nossa Senhora de Aparecida, o clube comemora seu aniversário no dia da padroeira do Brasil, em 12 de Outubro, apesar de fundado no dia 5.

## Rivalidade
O maior rival do Sul América é o Amazonas, também conhecido como "Cobra-Coral" ou "Rubro-negro". A rivalidade entre os clubes vem desde a fundação da Liga Esportiva de Parintins, quando passaram a disputar os primeiros campeonatos e a brigar pelos títulos locais. O confronto entre ambos por muito tempo foi o evento esportivo que mais atraiu público no interior do estado, chegando em 2013 a levar 10 mil pessoas para a reinauguração do Estádio Tupy Cantanhede. Naquela ocasião, o programa esportivo Esporte Espetacular, da Rede Globo, esteve em Parintins para narrar a história do clássico, que é mencionado como a segunda paixão dos parintinenses. Paulinho Faria, ex-apresentador do Boi Garantido
Reinauguração do Estádio Tupy Cantanhede.
No dia 14 de Abril de 2013 o clássico fez parte do programa de reinauguração do Estádio Tupy Cantanhede, e contou com público aproximado de 10 mil pessoas presentes, um recorde em jogos de futebol no interior do estado do Amazonas. O jogo foi vencido pelo Amazonas por 1 a 0.
Final de 1970
Em 1970 o Sul América vinha buscando o bicampeonato e novamente enfrentava o Amazonas na final. A partida foi realizada em 22 de Novembro às 16 horas, no Estádio Tupy Cantanhede. O público pagante era de 5.780 pessoas e presenciaram uma grande vitória do Sul América por 3 a 0 com gols saindo aos: 28 minutos do 2º tempo, com Boda; aos 38 e 42 minutos do 2º tempo com Pena.

## Títulos
- Campeonato Parintinense de Futebol: 25 títulos

(50-51-52-57-58-59-60-64-65-67-69-70-73-74-77-80-82-84-87-90-93-95-2005-2014-2016)
- Torneio Incentivo de Parintins 2014